# Zatonie (Bogatynia)
Zatonie (do 1945 niem. Seitendorf) – dzielnica Bogatyni (od 1973), niedaleko Turoszowa.

## Historia
Najstarsza znana wzmianka o miejscowości pochodziła z 1303. W latach 1319–1346 leżała w granicach piastowskiego księstwa jaworskiego, jednego z polskich księstw dzielnicowych na Dolnym Śląsku. Pierwsza kopalnia węgla brunatnego powstała w Zatoniu w 1870.

## Zabytki
Do wojewódzkiego rejestru zabytków wpisane są:
- kościół par. pw. św. Marii Magdaleny, pierwotnie z XV w., późnobarokowo-klasycystyczny z 1796 r. - XVIII wieku, k. XIX w.; został spalony w nocy z 29 na 30 maja 2011 roku[6]; wewnątrz mieściło się barokowe wyposażenie z XVIII wieku, m.in. ołtarz i ambona oraz renesansowe i barokowe epitafia z XVII-XVIII wieku
  - dawny cmentarz ewangelicki, przy kościele, z XVII-XX w.
  - ogrodzenie z bramkami.

inne zabytki:
- stare domy charakterystyczne dla budownictwa łużyckiego, nieliczne, m.in. nr 142 drewniano-szachulcowy z 1822 roku
- grodzisko, nieistniejące, zniszczone przez odkrywkę kopalni Turów.